# シャーリー・ストリックランド・デ・ラ・ハンティ

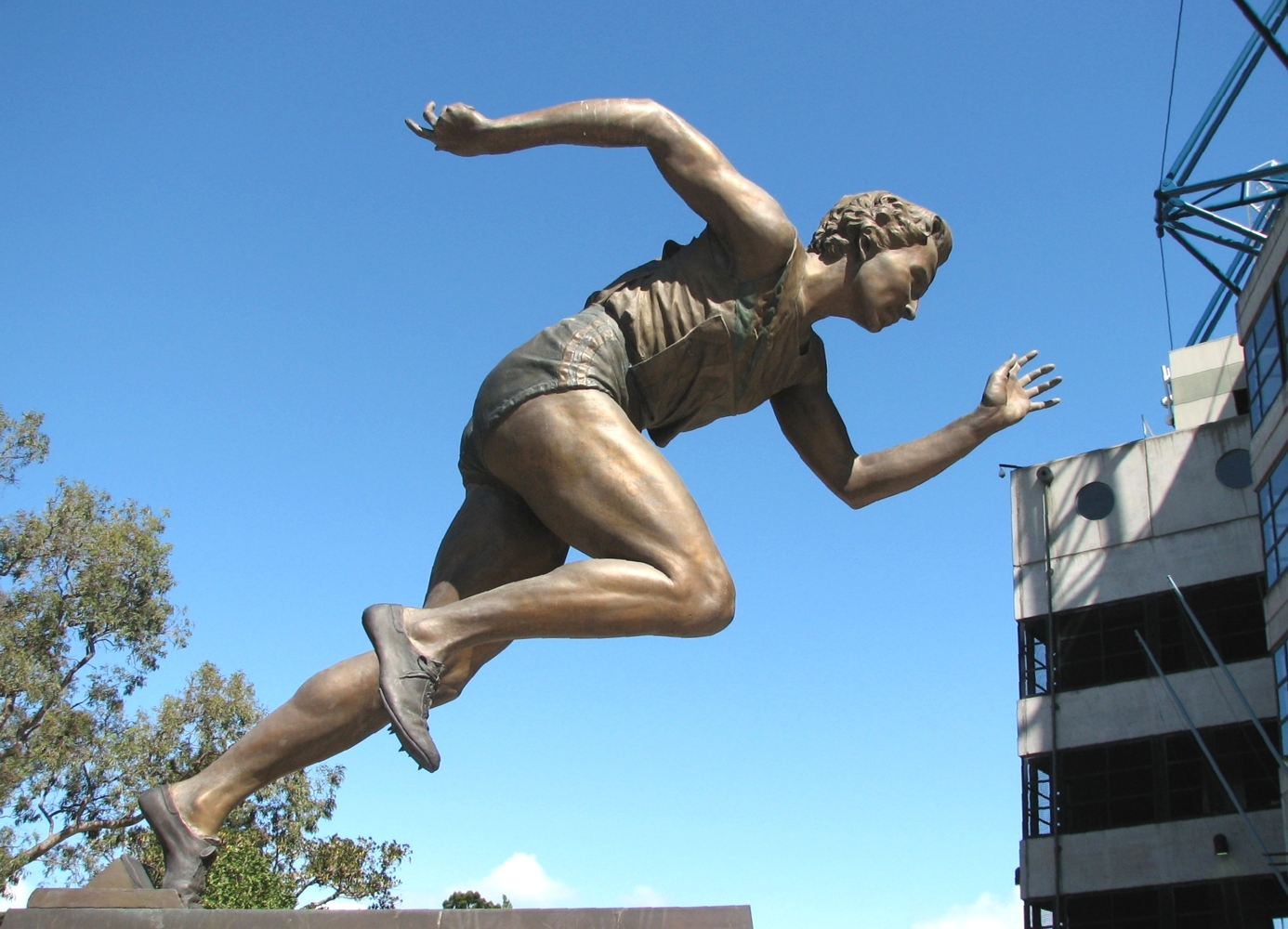
メルボルン・クリケットグラウンドにあるデ・ラ・ハンティの像

シャーリー・バーバラ・デ・ラ・ハンティ（Shirley Barbara de la Hunty、1925年7月18日 - 2004年2月11日）は、オーストラリアの陸上競技選手。オリンピックでオーストラリアの陸上選手としては最も多い7個のメダルを獲得した選手である。旧姓のシャーリー・ストリックランド（Shirley Strickland）でも知られる。

## 経歴
デ・ラ・ハンティは、西オーストラリア州のパース出身。西オーストラリア大学を卒業した後本格的に陸上に取り組み始めた。1948年には80mハードルで国内のタイトルを獲得し、同年のロンドンオリンピックの代表に選ばれる。そしてこの大会で、80mハードルと100mで銅メダルを、4×100mリレーでは銀メダルを獲得した。
デ・ラ・ハンティは、1950年の大英帝国競技大会で3つの金メダルを獲得したあと、2年後の1952年ヘルシンキオリンピックの80mハードルで彼女にとってオリンピックで初めての金メダルを獲得。10秒9の世界新記録で会場を驚かせた。4×100mリレーでは不運なバトンの連携ミスで5位に終わり2つ目の金メダルはならなかったが、100mでは銅メダルを獲得した。
デ・ラ・ハンティは、1955年に100mで11秒3の世界新記録を樹立する。そして翌年の地元開催のメルボルンオリンピックでは、80mハードル、4×100mリレーで金メダルを獲得した。
デ・ラ・ハンティは競技を引退しても、オーストラリアの陸上競技の発展に尽力。また、オーストラリア民主党の候補者として、また環境団体のスポークスマンとして政治活動にも活発に参加した。
デ・ラ・ハンティは2000年シドニーオリンピックの最終聖火ランナーの1人として、スタジアムに登場し、再び世界にその姿を現した。

## 主な実績
| 年   | 大会           | 場所                           | 種目        | 結果 | 記録  |
| ---- | -------------- | ------------------------------ | ----------- | ---- | ----- |
| 1948 | オリンピック   | ロンドン(イギリス)             | 100m        | 3位  | 12秒2 |
| 1948 | オリンピック   | ロンドン(イギリス)             | 80mハードル | 3位  | 11秒4 |
| 1950 | 大英帝国競技会 | オークランド(ニュージーランド) | 100yd       | 2位  | 11秒0 |
| 1950 | 大英帝国競技会 | オークランド(ニュージーランド) | 220yd       | 2位  | 24秒5 |
| 1950 | 大英帝国競技会 | オークランド(ニュージーランド) | 80mハードル | 1位  | 11秒6 |
| 1952 | オリンピック   | ヘルシンキ(フィンランド)       | 100m        | 3位  | 11秒9 |
| 1952 | オリンピック   | ヘルシンキ(フィンランド)       | 80mハードル | 1位  | 10秒9 |
| 1956 | オリンピック   | メルボルン(オーストラリア)     | 80mハードル | 1位  | 10秒7 |